# Jorge Torres (Fußballspieler, 1969)
Jorge Leonardo Torres Vega (* 27. September 1969 in Concepción) ist ein ehemaliger chilenischer Fußballspieler und -trainer. Der rechte Abwehrspieler bestritt ein Länderspiel für die Nationalmannschaft.

## Karriere

### Verein
Jorge Torres begann seine Profikarriere 1987 beim CD Huachipato. Für den Klub aus Talcahuano lief der Defensivakteur bis 1997 auf und wechselte dann über Deportes Temuco zu Deportes Concepción. Bei Deportes spielte Torres fünf Jahre und avancierte zum Nationalspieler. Anschließend war noch bei Fernández Vial sowie bei Deportes Puerto Montt und Everton aktiv. 2006 beendete er seine Profikarriere, als er zum zweiten Mal bei Fernández Vial unter Vertrag stand.

### Nationalmannschaft
Torres bestritt im November 2001 in der chilenischen Nationalmannschaft beim Qualifikationsspiel zur Weltmeisterschaft 2002 gegen Ecuador sein einziges Länderspiel. Chile konnte sich als Letzter der Südamerikagruppe nicht für das Turnier in Südkorea und Japan qualifizieren.

### Trainer
Torres war 2017 und 2018 als Cheftrainer tätig. Dabei stand er bei Lota Schwager und Amateurklub Deportes Quillón an der Seitenlinie.